# Herschel (Mondkrater)
Herschel ist ein Mondkrater nördlich des mit einem Durchmesser von 153 Kilometer deutlich größeren Kraters Ptolemaeus. In der nördlichen Umgebung liegen des Weiteren Gyldén, Spörer und Flammarion. Letzterer grenzt an das Sinus Medii.
Obwohl der westliche Wall einen geraden Abschnitt aufweist, ist der Kraterrand von Herschel weitgehend kreisförmig. Er hat einen wenig erodierten Grat. Zwischen der Kraterkante und dem Zentralberg ist der Wall terrassenförmig.
| Buchstabe | Position         | Durchmesser | Link |
| --------- | ---------------- | ----------- | ---- |
| C         | 5,02° S, 3,24° W | 10 km       |      |
| D         | 5,33° S, 4,02° W | 19 km       |      |
| F         | 5,8° S, 4,44° W  | 6 km        |      |
| G         | 6,5° S, 2,44° W  | 12 km       |      |
| H         | 6,31° S, 3,5° W  | 5 km        |      |
| J         | 6,43° S, 4,34° W | 5 km        |      |
| N         | 5,23° S, 1,13° W | 14 km       |      |
| X         | 5,37° S, 2,77° W | 3 km        |      |

Der Krater wurde 1935 von der IAU nach dem britischen Astronomen Wilhelm Herschel offiziell benannt.